# El caçador de somnis
El caçador de somnis (títol original en anglès: Dreamcatcher) és una pel·lícula de terror estatunidenca, adaptació de la novel·la homònima escrita per Stephen King, dirigida per Lawrence Kasdan i estrenada l'any 2003. Malgrat un pressupost important i un repartiment amb actors famosos (Morgan Freeman en cap), el film va ser un fracàs comercial i de critica. Ha estat doblada al català.

## Argument
Henry, Beaver, Pete i Jonesy són quatre amics d'infantesa que marxen cada any a una partida de caça als boscos del Maine. Han connectat per un enllaç telepàtic, que anomenen « la línia », des de la seva adolescència, quan van ajudar a Duddits, un discapacitat mental amb estranys poders, i s'han convertit en els seus amics. Jonesy i Beaver troben als boscos un home aparentment molt malalt i el porten a la seva cabana de caça, i helicòpters militars sobrevolen més tard i anuncien que la zona és en quarantena. Jonesy i Beaver troben l'home mort a la sala de bany i una criatura, semblant a una llamprea, surt del seu cos. Aquesta criatura mata Beaver però Jonesy arriba a escapar, només per trobar un extraterrestre, anomenat M. Gray, que pren possessió del seu cos.

## Repartiment
- Morgan Freeman: Coronel Abraham Curtis
- Thomas Jane: Dr. Henry Devlin
- Damian Lewis: Gary « Jonesy » Jones
- Jason Lee: Joe « Beaver » Clarenden
- Timothy Olyphant: Pete Moore
- Tom Sizemore: Tinent Owen
- Donnie Wahlberg: Douglas « Duddits » Cavell
- Mikey Holekamp: Henry, adolescent
- Reece Thompson: Beaver, adolescent
- Giacomo Baessato: Jonesy, adolescent
- Joel Palmer: Pete, adolescent
- Andrew Robb: Duddits, adolescent
- Eric Keenleyside: Rick McCarthy
- Rosemary Dunsmore: Roberta Cavell
- Michael O'Neill: General Matheson
- Ingrid Kavelaars: Trish
- Jon Kasdan: Defuniak

## Diferències amb la novel·la
Malgrat moltes diferències menors, el film és al conjunt fidel a la intriga principal de la novel·la, a part del personatge de Duddits, que és un extraterrestre al film mentre que no ho és a la novel·la.

## Acollida
El film ha estat un fracàs comercial en la seva sortida al cinema, informant només 75.715.436 $ al box-office mundial (dels quals 33.715.436 $ als Estats Units), una mica més que el seu pressupost.
Ha estat mal acollida per la crítica, recollint a penes el 30 % de crítiques positives, amb una nota mitjana de 4,7/10 i sobre la base de 166 crítiques recollides, al lloc internet Rotten Tomatoes. Obté un resultat de 35/100, sobre la base de 38 crítiques, a Metacritic.